# Offroicourt
Offroicourt és un municipi francès, situat al departament dels Vosges i a la regió del Gran Est. L'any 2007 tenia 151 habitants.

## Demografia

### Població
El 2007 la població de fet d'Offroicourt era de 151 persones. Hi havia 63 famílies, de les quals 16 eren unipersonals (16 dones vivint soles i 16 dones vivint soles), 16 parelles sense fills, 27 parelles amb fills i 4 famílies monoparentals amb fills.
La població ha evolucionat segons el següent gràfic:
Habitants censats

### Habitatges
El 2007 hi havia 68 habitatges, 61 eren l'habitatge principal de la família, 4 eren segones residències i 3 estaven desocupats. 63 eren cases i 5 eren apartaments. Dels 61 habitatges principals, 53 estaven ocupats pels seus propietaris i 8 estaven llogats i ocupats pels llogaters; 1 tenia una cambra, 4 en tenien dues, 4 en tenien tres, 15 en tenien quatre i 37 en tenien cinc o més. 48 habitatges disposaven pel capbaix d'una plaça de pàrquing. A 23 habitatges hi havia un automòbil i a 35 n'hi havia dos o més.

### Piràmide de població
La piràmide de població per edats i sexe el 2009 era:
| Homes | Edats   | Dones |
| ----- | ------- | ----- |
| 0     | 95 o +  | 0     |
| 0     | 90 a 94 | 0     |
| 0     | 85 a 89 | 0     |
| 0     | 80 a 84 | 4     |
| 0     | 75 a 79 | 4     |
| 4     | 70 a 74 | 0     |
| 0     | 65 a 69 | 8     |
| 4     | 60 a 64 | 0     |
| 8     | 55 a 59 | 4     |
| 4     | 50 a 54 | 4     |
| 12    | 45 a 49 | 8     |
| 4     | 40 a 44 | 4     |
| 0     | 35 a 39 | 8     |
| 0     | 30 a 34 | 4     |
| 4     | 25 a 29 | 0     |
| 0     | 20 a 24 | 0     |
| 0     | 15 a 19 | 0     |
| 4     | 10 a 14 | 16    |
| 0     | 5 a 9   | 4     |
| 0     | 0 a 4   | 8     |

## Economia
El 2007 la població en edat de treballar era de 104 persones, 66 eren actives i 38 eren inactives. De les 66 persones actives 63 estaven ocupades (33 homes i 30 dones) i 3 estaven aturades (3 dones i 3 dones). De les 38 persones inactives 22 estaven jubilades, 5 estaven estudiant i 11 estaven classificades com a «altres inactius».

### Ingressos
El 2009 a Offroicourt hi havia 60 unitats fiscals que integraven 156 persones, la mediana anual d'ingressos fiscals per persona era de 16.815,5 €.

### Activitats econòmiques
L'any 2000 a Offroicourt hi havia 7 explotacions agrícoles que ocupaven un total de 282 hectàrees.

## Poblacions més properes
El següent diagrama mostra les poblacions més properes.